# Tortula revolvens
Tortula revolvens là một loài Rêu trong họ Pottiaceae. Loài này được (Schimp.) G. Roth miêu tả khoa học đầu tiên năm 1904.